# Francisco Borja Lavin Vitorero
Francisco Borja Lavin Vitorero (Santa Cruz de Bezana, 24 de desembre de 1977) és un futbolista càntabre, que juga de porter.
Format a les categories inferiors del Racing de Santander, puja al primer equip el 2001, però no passa de ser el tercer porter de l'entitat, per darrere de Ceballos i Lemmens. Debuta a la màxima categoria la temporada 02/03, tot jugant dos partits.
Sense continuïtat al Racing, la seua carrera continua per equips modestos, com l'Oviedo Astur, la Cultural Guarnizo o el Ribamontán.